# 瀧川リョウ
瀧川 翎（たきがわ りょう、1970年5月1日 - ）は、日本の男性キックボクサー、総合格闘家。東京都出身。フリーランス。滝川 リョウとも。
「リョウ」の漢字は、左部分が「令」で右部分が「羽」であるが、表記できないため、「リョウ」「りょう」などと表記される。

## 来歴
1998年8月28日、K-1 BUSHIDO '98で行われたK-1 JAPAN GPに出場。1回戦で安部康博にTKO勝ちするも、準決勝で中迫剛に右ハイキックでKO負けを喫した。以後、K-1を主戦場に活躍。
2004年12月5日、全日本キックボクシング連盟興行で桜木裕司に右フックでKO勝ち。2005年1月4日に郷野聡寛と対戦することが決まったが、右肘の怪我などでキャンセルした。
2006年10月9日、HERO'Sのオープニングファイトで三浦広光と対戦し、マウントパンチでTKO負けを喫した。
2007年6月3日、J-NETWORK「TEAM DRAGON QUEST 1」で狂太郎レンジャーと対戦し、0-3の判定負けを喫した。
2010年3月28日、谷山ジム25周年記念興行「Bigbang〜統一への道」にて高森啓吾と対戦し、左膝蹴りにより2R KO勝ち。
2010年12月25日、Survivor 〜Round.6〜にて恩田豪徳と対戦し、3R KO勝ち。
2011年12月25日、ACCEL 18にてエドワード坂本と対戦し、2R KO勝ち。
2014年7月1日、ドージョーチャクリキ・ジャパンとの3年間の選手契約満了に伴い、自由契約（フリーランス）となる。

## 戦績

### キックボクシング
| 勝敗 | 対戦相手                       | 試合結果                                   | 大会名                                                                                       | 開催年月日     |
| ×    | プリンス・アリ                 | 1R 3:08 KO（右ストレート）                 | HEAT 25                                                                                      | 2012年11月18日 |
| ×    | ジャイロ楠                     | 3R終了 判定1-2                             | ACCEL 20                                                                                     | 2012年7月28日  |
| ×    | 嚴士鎔                         | 3R終了 判定0-3                             | 新日本キックボクシング協会 TITANS NEOS 11                                                    | 2012年4月22日  |
| ○    | エドワード坂本                 | 2R 1:46 KO（パンチ連打）                   | ACCEL18 聖夜祭り                                                                             | 2011年12月25日 |
| ○    | 恩田豪徳                       | 3R 2:06 KO（パンチ連打）                   | Survivor 〜Round.6〜                                                                         | 2010年12月25日 |
| ×    | KOICHI                         | 2R 2:32 KO（パンチ連打）                   | M-1 RAJA BOXING SINGHA BEER ムエタイチャレンジ「NAI KANOMTOM vol.2」                         | 2010年6月6日   |
| ×    | ヤン・カシューバ               | 3R終了 判定0-3                             | J-NETWORK「FORCE for the TRUTH of J 2nd」                                                    | 2010年5月3日   |
| ○    | 高森啓吾                       | 2R 1:19 KO（左膝蹴り）                     | マーシャルアーツ日本キックボクシング連盟 「谷山ジム25周年記念興行 ビッグ・バン〜統一への道」 | 2010年3月28日  |
| ×    | 小澤和樹                       | 3R終了 判定0-3                             | MUAY2010 1st 〜ムエロークプレステージ〜                                                      | 2010年1月17日  |
| △    | 天昇山                         | 5R終了 判定0-0                             | ニュージャパンキックボクシング連盟/センチャイムエタイジム 「Muay Thai Open」                 | 2008年4月13日  |
| ×    | 悠羽輝                         | 2R 1:39 KO（右膝蹴り）                     | J-NETWORK「Championship Tour of J 1st」 【J-NETヘビー級王座決定トーナメント 1回戦】          | 2007年8月3日   |
| ×    | 狂太郎レンジャー               | 3R終了 判定0-3                             | J-NETWORK「TEAM DRAGON QUEST 1」                                                             | 2007年6月3日   |
| ○    | 圭太郎                         | 2R 0:28 KO（右フック）                     | 全日本キックボクシング連盟「STRAIGHT」                                                       | 2005年5月15日  |
| ○    | 桜木裕司                       | 2R 1:30 KO（右フック）                     | 全日本キックボクシング連盟 「Fujiwara Festival 〜藤原祭り2004〜」                            | 2004年12月5日  |
| ○    | 高萩勉                         | 3R終了 判定3-0                             | K-1 BEAST 2004 in SHIZUOKA 〜JAPAN GP 決勝トーナメント〜 【リザーブファイト】                | 2004年6月26日  |
| ×    | 西田和嗣                       | 1R 2:53 KO（左膝蹴り）                     | 全日本キックボクシング連盟「Fire Wire」                                                      | 2004年5月16日  |
| ×    | マーク・ラッセル               | 2R 1:42 KO                                 | BRAVE 2003                                                                                   | 2003年7月21日  |
| ×    | 伊藤学                         | 3R終了 判定0-3                             | K-1 BEAST 2003 〜山形初上陸〜 【オープニングファイト】                                       | 2003年4月6日   |
| ×    | 藤本祐介                       | 1R 3:00 KO（左ストレート）                 | K-1 WORLD GP 2002 in FUKUOKA 【オープニングファイト】                                        | 2002年7月14日  |
| ○    | 堀啓                           | 2R 1:02 KO（右フック）                     | K-1 BURNING 2002 〜広島初上陸〜 【オープニングファイト】                                     | 2002年4月21日  |
| ○    | 出畑力也                       | 3R終了 判定3-0                             | K-1 RISING 2002 〜静岡初上陸〜 【オープニングファイト】                                      | 2002年1月27日  |
| ○    | 長谷川康也                     | 3R終了 判定3-0                             | J-NETWORK「SHANGURILA-3」                                                                    | 2000年10月17日 |
| ×    | サンチアゴ・ダニエウ・マカルチ | 1R 2:40 KO                                 | ニュージャパンキックボクシング連盟 「MILLENNIUM WARS 7」                                     | 2000年8月27日  |
| ×    | 藤本祐介                       | 2R 1:10 KO（3ノックダウン：右ストレート）  | K-1 BURNING 2000 【フレッシュマンファイト】                                                  | 2000年3月19日  |
| ×    | 天田ヒロミ                     | 1R 2:06 KO（2ノックダウン：左フック）      | K-1 SPIRITS '99 【K-1 JAPAN GP 1回戦】                                                       | 1999年8月22日  |
| ×    | 中迫剛                         | 1R 0:56 KO（右ハイキック）                 | K-1 BUSHIDO '98 【K-1 JAPAN GP 準決勝】                                                      | 1998年8月28日  |
| ○    | 安部康博                       | 3R 1:50 TKO（2ノックダウン：右ストレート） | K-1 BUSHIDO '98 【K-1 JAPAN GP 1回戦】                                                       | 1998年8月28日  |
| ×    | 阿部修治                       | 3R終了 判定0-3                             | K-1 DREAM '97 【K-1 JAPAN GP 1回戦】                                                         | 1997年7月20日  |

### 総合格闘技
| 総合格闘技 戦績 | 総合格闘技 戦績 | 総合格闘技 戦績 | 総合格闘技 戦績 | 総合格闘技 戦績 | 総合格闘技 戦績 | 総合格闘技 戦績 |
| --------------- | --------------- | --------------- | --------------- | --------------- | --------------- | --------------- |
| 7 試合          | (T)KO           | 一本            | 判定            | その他          | 引き分け        | 無効試合        |
| 3 勝            | 2               | 1               | 0               | 0               | 0               | 0               |
| 4 敗            | 3               | 0               | 1               | 0               | 0               | 0               |

| 勝敗 | 対戦相手               | 試合結果                      | 大会名                                                              | 開催年月日     |
| ×    | ユン・ドンシク         | 1R TKO（タオル投入）          | K-1 KOREA MAX 2013                                                  | 2013年2月2日   |
| ×    | 打武龍                 | 判定                          | GLADIATOR 25                                                        | 2011年10月30日 |
| ○    | 島虎                   | 1R 1:30 アームロック          | ACCEL vol.17 OSAKA the FIRST                                        | 2011年9月11日  |
| ×    | 井上俊介               | 1R 3:22 TKO（パウンド）       | HEAT 11                                                             | 2009年9月26日  |
| ○    | 阿修羅                 | 1R 2:55 TKO（パウンド）       | HEAT 10                                                             | 2009年7月18日  |
| ○    | スチュワート・フルトン | 1R 3:26 TKO（タオル投入）     | TRIBELATE vol.18                                                    | 2008年6月28日  |
| ×    | 三浦広光               | 1R 1:36 TKO（マウントパンチ） | HERO'S 2006 ミドル&ライトヘビー級世界最強王者決定トーナメント決勝戦 | 2006年10月9日  |

## 獲得タイトル
- K-1 JAPAN GP 1998 第3位
- J-TOP トーナメント 第3位